# Château Rud-khan
Le château Rud-khan, également appelé également château Hessam est un château fort médiéval iranien en brique et en pierre.

## Localisation
Il est situé à 25 km au sud-ouest de Fouman (en), dans la province de Gilan, au nord de l'Iran, entre deux montagnes culminant à 715 et 670 mètres.
Une rivière éponyme coule au pied de ses fortifications.

## Histoire
Le château Rud-khan est un complexe militaire qui date probablement de l'époque sassanide. Il a été renforcé pendant l'époque seldjoukide.

## Description
Il est constitué d'une enceinte longue de 1 550 mètres, avec 40 tours encore intactes. Cette enceinte délimite une surface de 5 hectares.
Des palais et tous autres types de bâtiments ont été construits à l'intérieur.

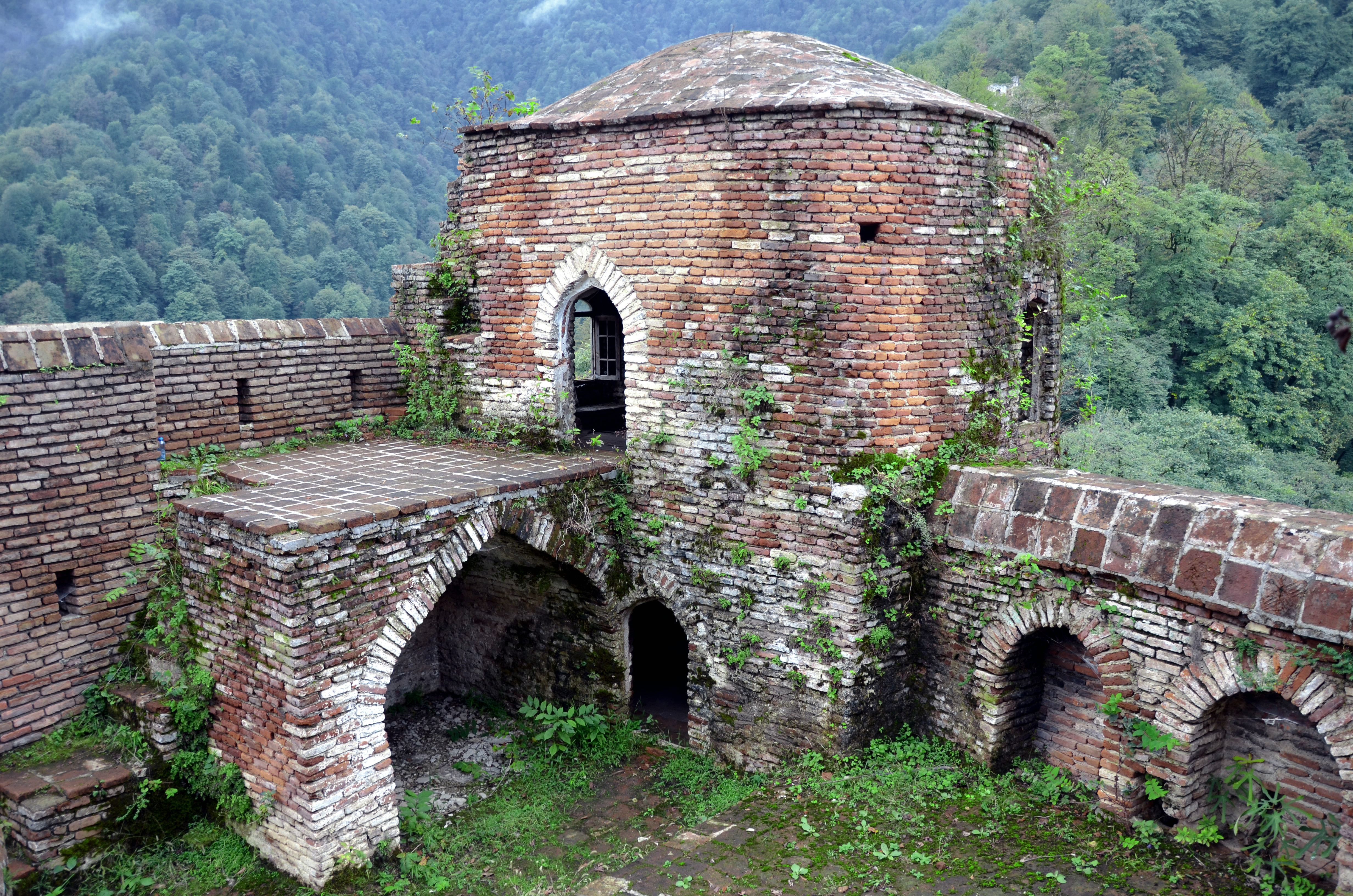
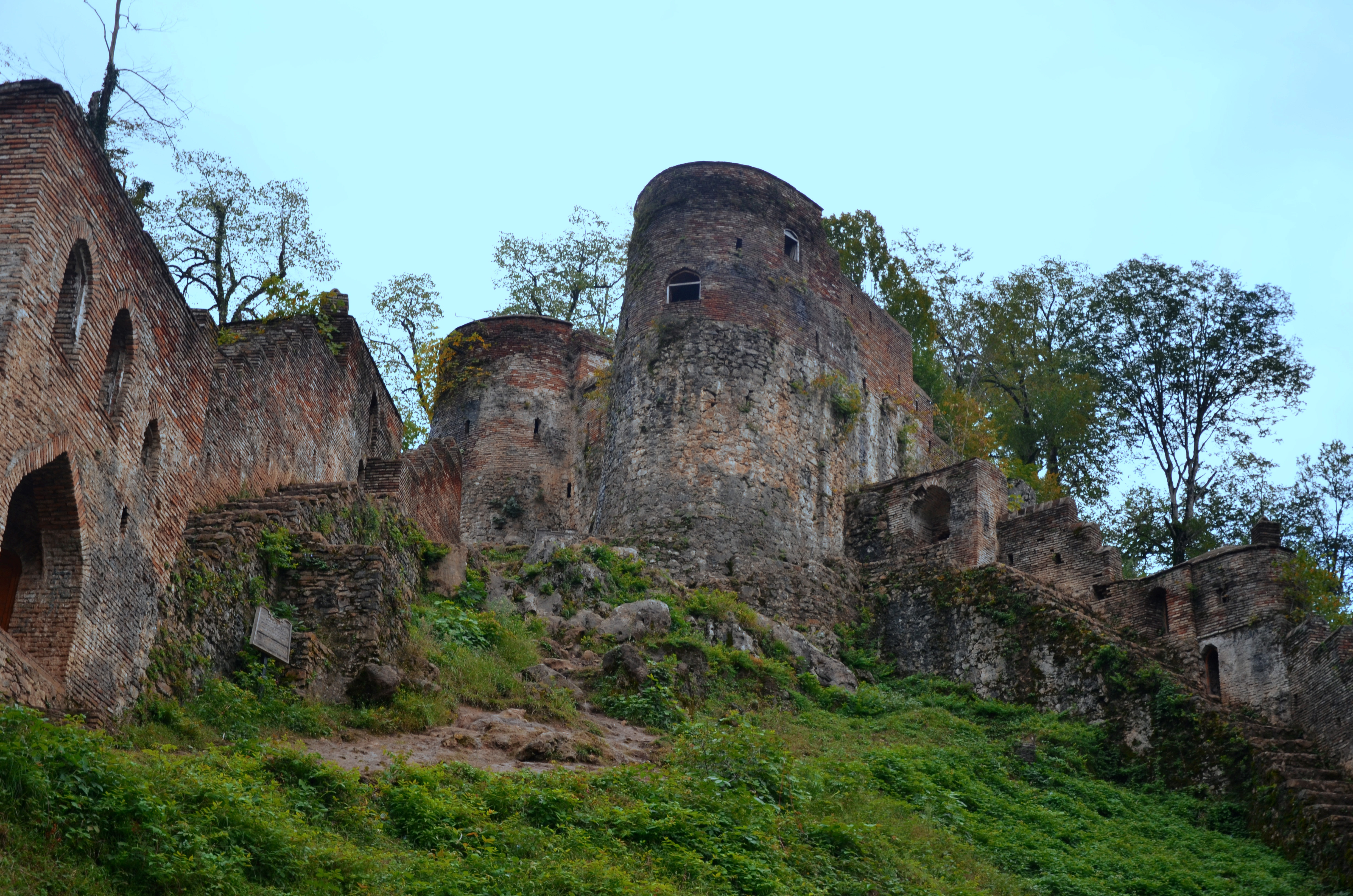
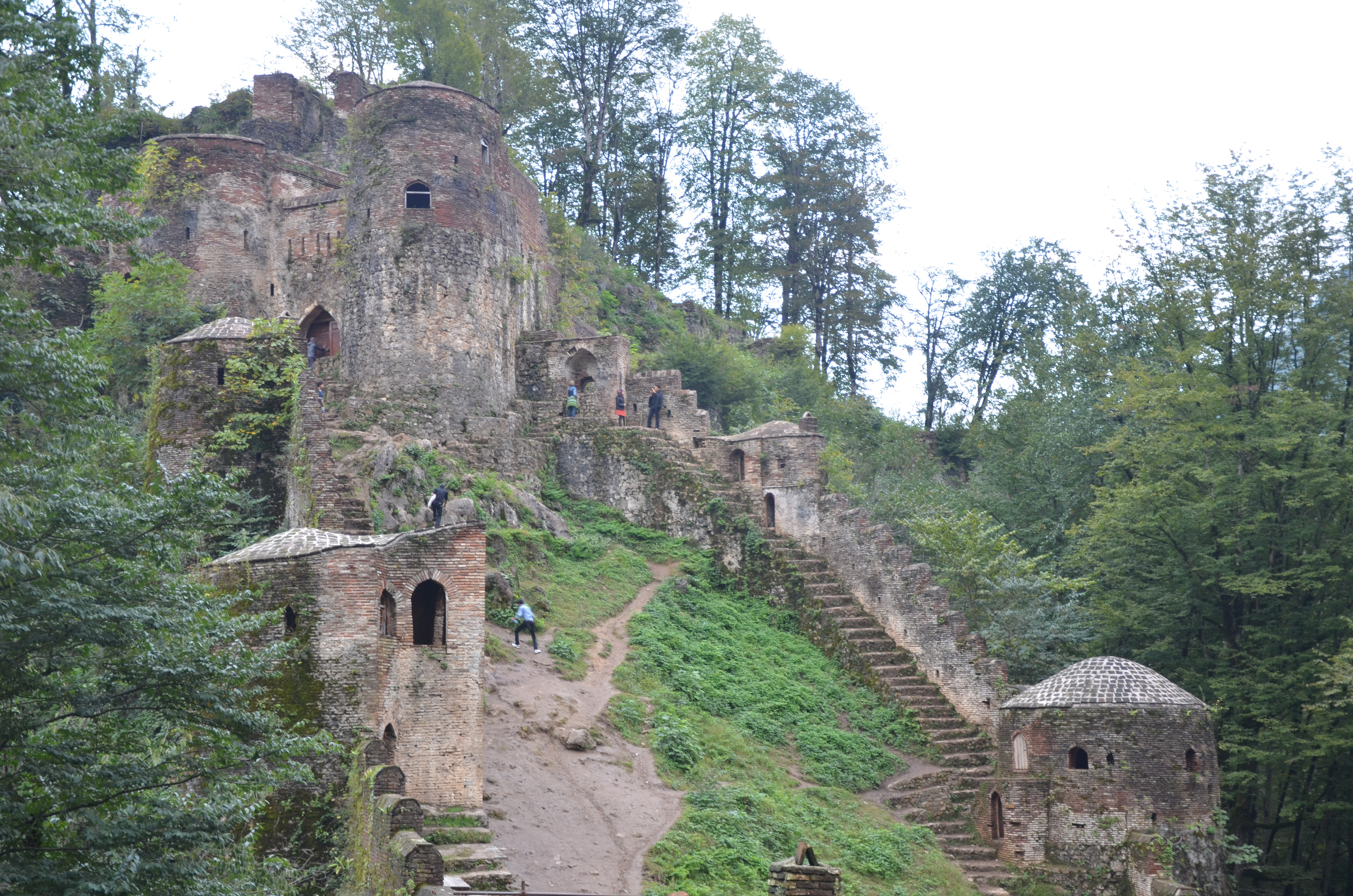
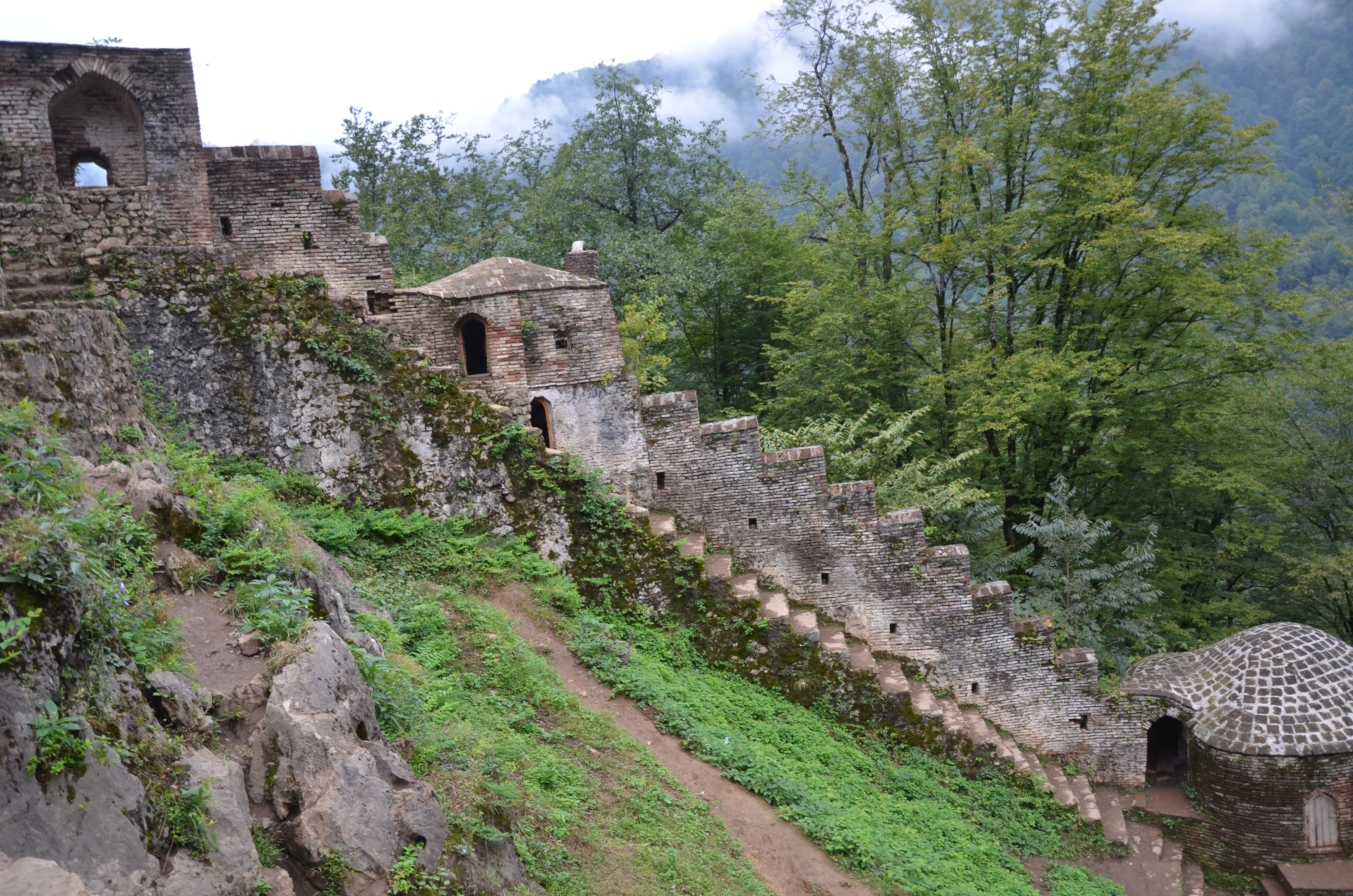
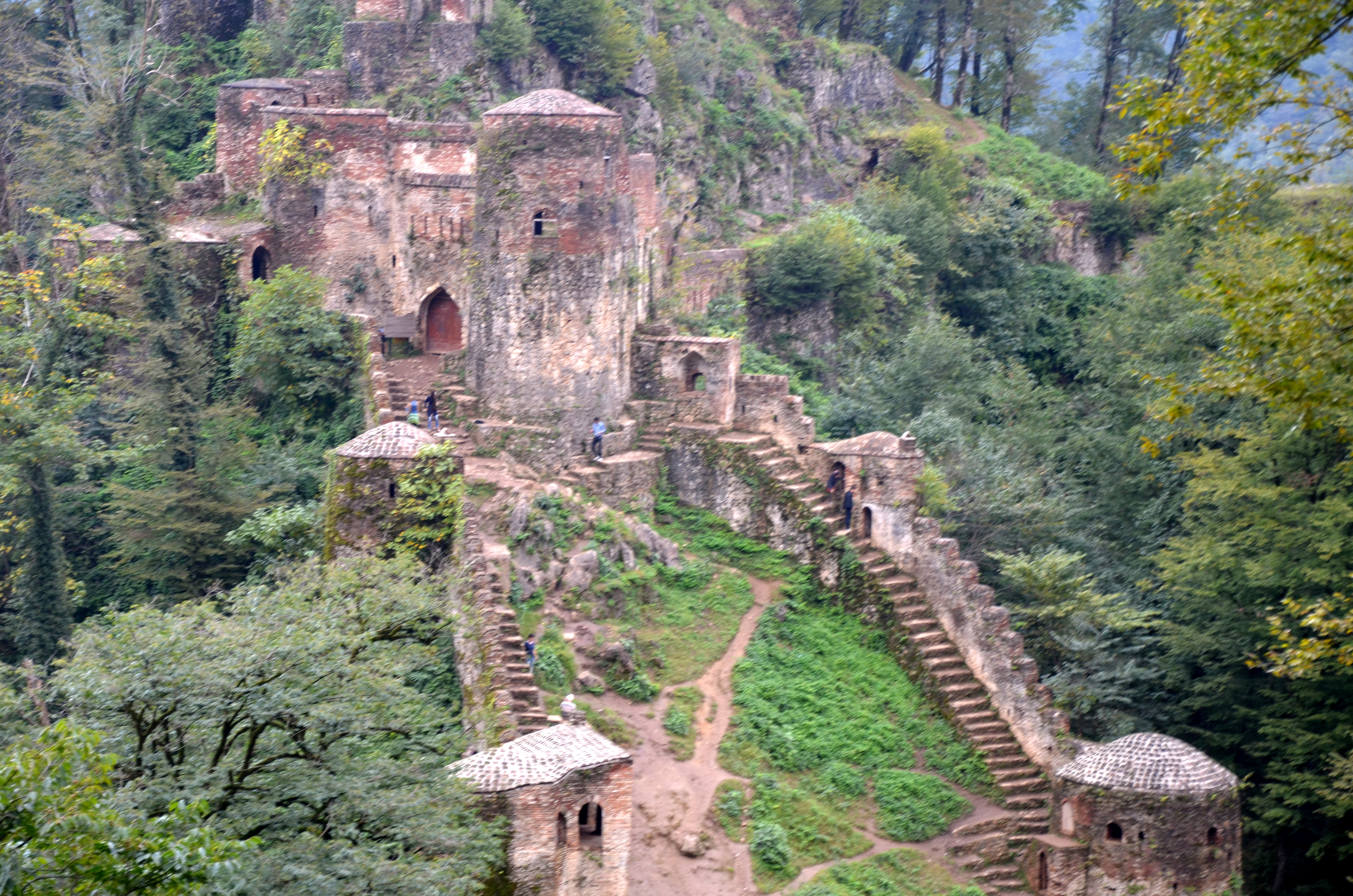
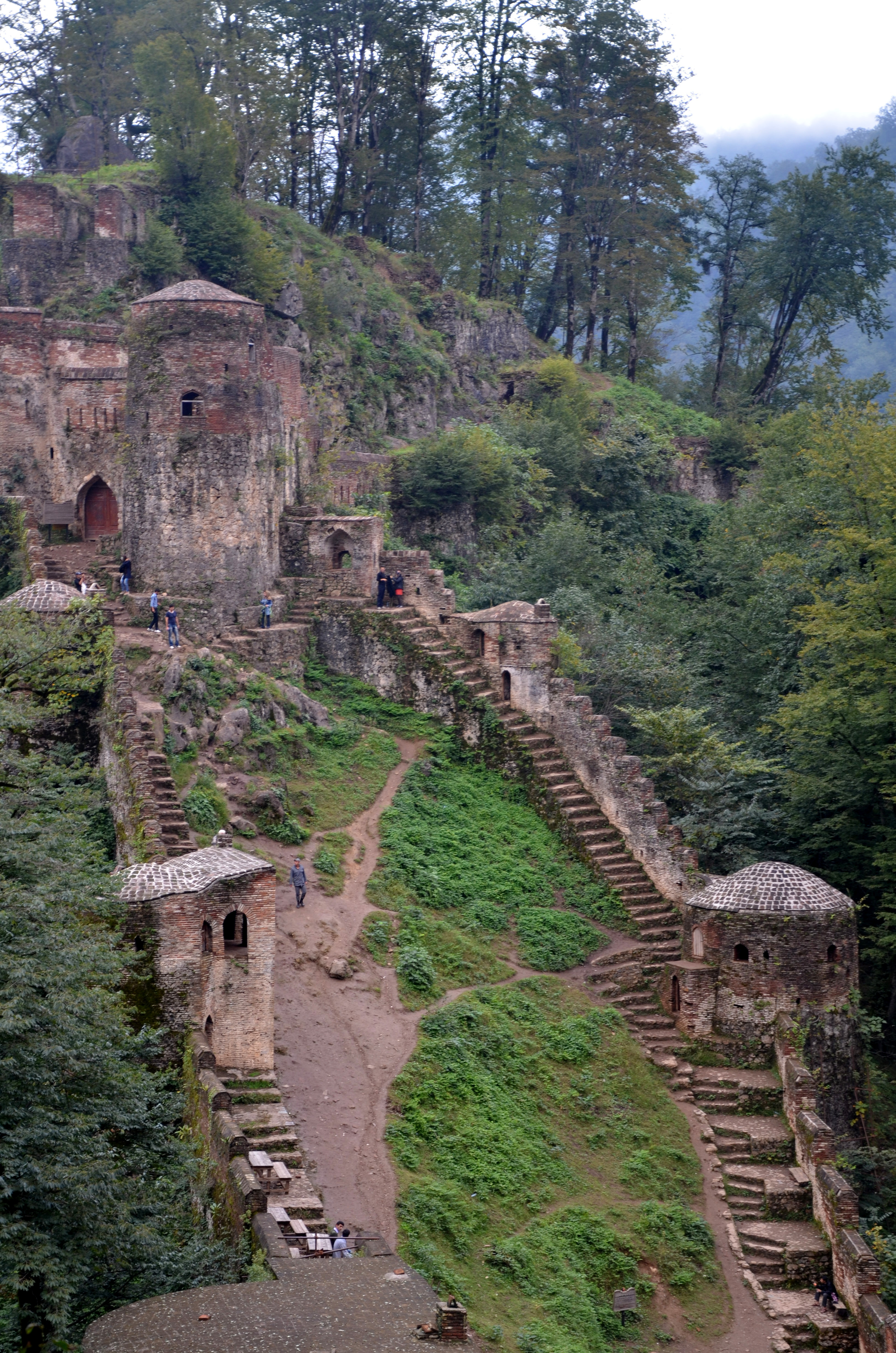
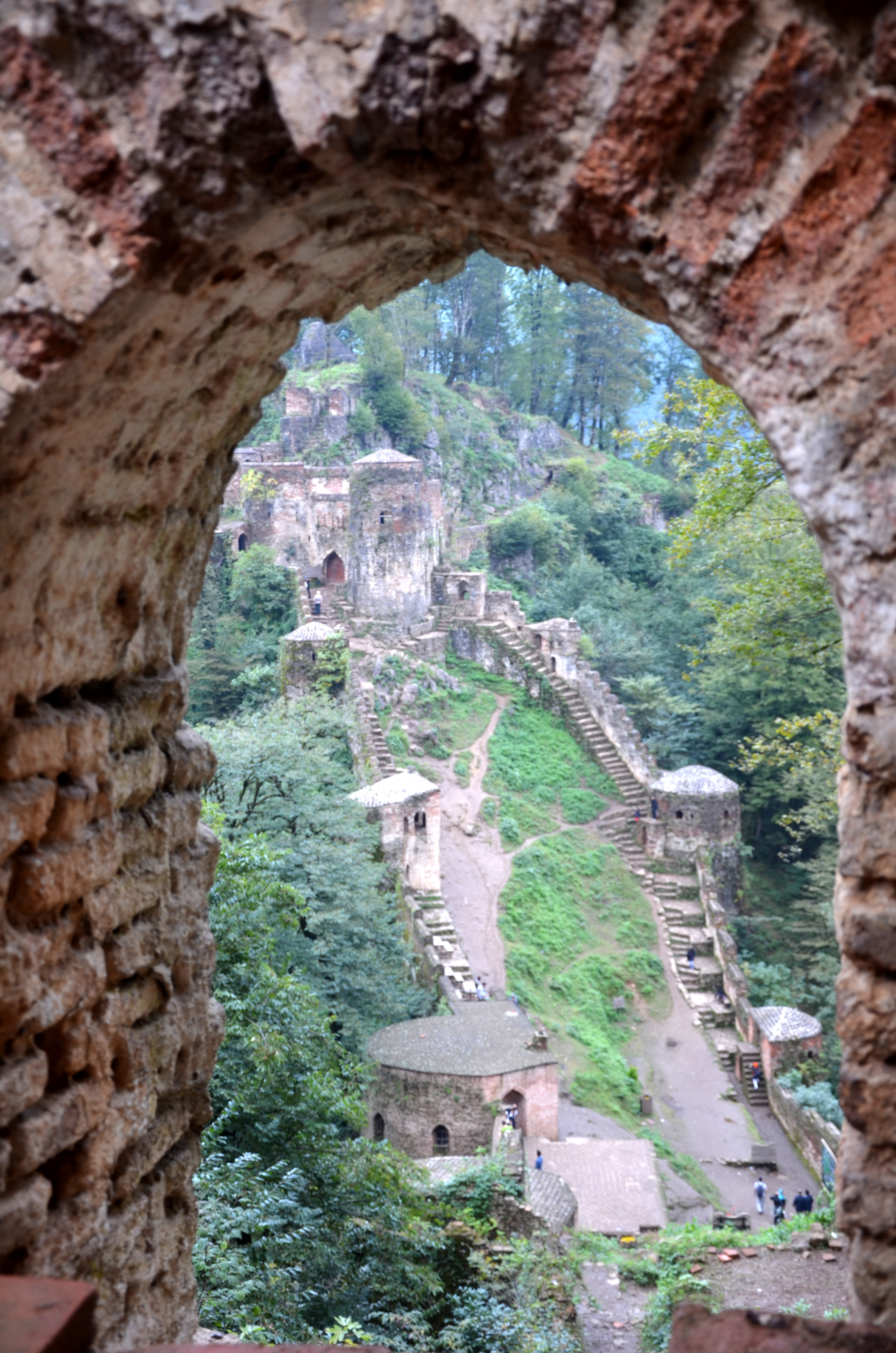
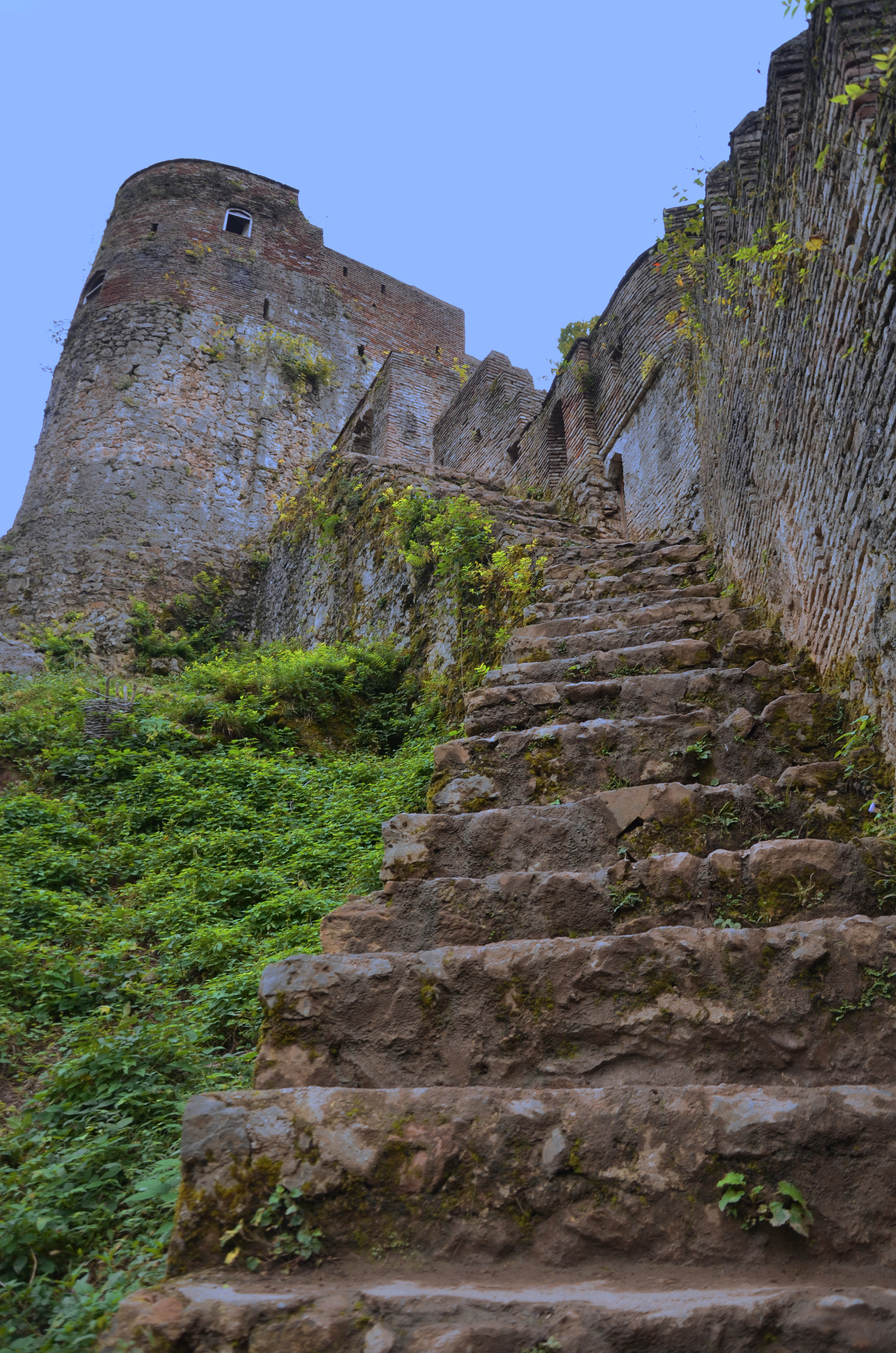
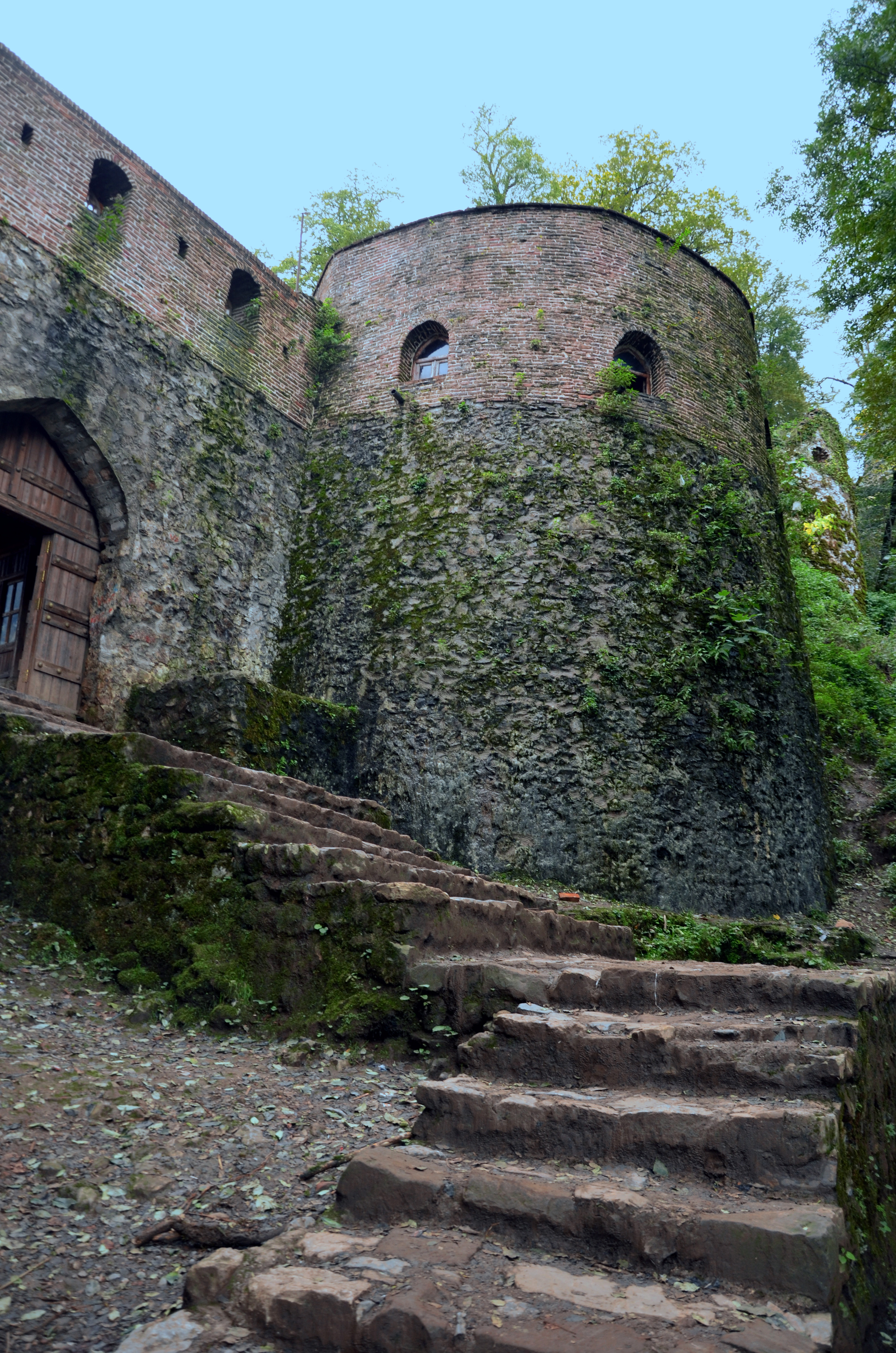